# Aéroport international de Lilongwe
L’aéroport international de Lilongwe (aussi appelé Aéroport international Kamuzu) est l'aéroport de Lilongwe, la capitale et plus grande ville du Malawi. Il est également le principal aéroport du pays, devant Blantyre. Les principales destinations au départ de cet aéroport sont Nairobi, Harare, Johannesburg, Lusaka, Dar Es Salaam et Blantyre. La principale compagnie aérienne implantée à Lilongwe est Malawi Airlines, la compagnie aérienne nationale du pays.

## Situation
| Blantyre Lilongwe |

## Compagnies et destinations
| Compagnies            | Destinations                                                                                               |
| --------------------- | --- |
| Airlink               | Johannesbourg OR Tambo                                                                                     |
| Ethiopian Airlines    | Addis-Abeba Bole                                                                                           |
| Kenya airways         | Nairobi-J. Kenyatta                                                                                        |
| Malawi Airlines       | - Blantyre, - Dar es Salam-J. Nyerere, - Harare, - Johannesbourg OR Tambo, - Lusaka, - Nairobi-J. Kenyatta |
| Proflight zambia      | Lusaka, M'fuwe                                                                                             |
| South African Airways | Johannesbourg OR Tambo                                                                                     |
| Ulendo Airlink        | Likoma Island, M'fuwe, Monkey Island                                                                       |

Actualisé le 30/11/2023